# Tetiana Andreieva
Tetiana Georgiivna Andreieva (en ukrainien : Тетяна Георгіївна Андреєва), née le 24 mars 1970 à Kiev, est une danseuse de ballet ukrainienne, prima ballerina et soliste principale de l'Opéra national d'Ukraine.

## Formation
Tetiana Andreieva a commencé sa formation à l'École chorégraphique d'État de Kiev en 1981, puis elle a remporté le diplôme du Concours international de ballet de Serge Lifar en 1994 à Kiev. En 1999, elle a obtenu un diplôme en chorégraphie de l’Université slave internationale.  

## Dans le ballet de l'Opéra national d'Ukraine
Tetiana Andreieva a été engagée par l'Opéra national d'Ukraine en 1988. En 2006 elle a été honorée du titre d'Artiste Émérite d'Ukraine.
Tetiana Andreieva a collaboré avec de grands chorégraphes tels que Lorca Massine, Alla Rubina, David Avdysh, Anatoly Shekera, Georgy Kovtun, Heinrich Mayorov et Robert Klavin. Tout au long de sa carrière de danseuse, elle a créé plus de 60 rôles dans un répertoire classique et de caractère.
En 2016, Tetiana Andreieva est devenue la cofondatrice de Contemporary Theatre, qui a créé et mis en scène la pièce Courir deux lièvres sur la scène de l'Opéra national de Kiev.

## Activités hors de l'Opéra national  d'Ukraine
De 1989 à 1991, elle a dansé sur la scène du Théâtre juif de Kiev Mazel Tov, interprétant des miniatures d'Alla Rubina telles que Fille du ghetto, Un violon sur le toit, Cousine, Amoureux et l'oratorio-ballet Fresques de Kiev.
Elle a été la première interprète de nombreux ballets modernes, dont Katerina Bilokur 2015 (Katerina) et Fresques espagnoles 2019 de Lessia Dytchko.
Depuis 2014, Tetiana Andreieva est professeure et tutrice au Collège сhorégraphique de Kiev, travaillant avec des performances La Bayadère, La Belle au bois dormant, Don Quichotte, Lilaia, La Chanson de la Forêt et Spartacus. Depuis 2017, elle est tutrice de la pièce Courir deux lièvres.
En novembre 2022 elle a mené une masterclass de danse classique à Cherbourg-en-Cotentin sur le ballet romantique Giselle. 
« Cette masterclass est directement connectée au spectacle Giselle…, une conférence dansée loufoque qui retrace l’histoire de Giselle par le biais d’un texte malicieux rendant hommage au ballet classique de manière tout aussi jubilatoire qu’émouvante. »

## Courir deux lièvres
Courir deux lièvres est un ballet en deux actes de Iouri Chevtchenko, avec l'idée originale et le livret de Tetiana Andreieva, basé sur la pièce de Mykhaïlo Starytsky. Le ballet a été créé pour la première fois à l'Opéra national d'Ukraine le 29 juin 2017, marquant la fin de la 149e saison théâtrale. En 2018, Courir deux lièvres a remporté le prix du théâtre Pectoral de Kiev. Toute l'équipe créative a été nommée pour le Prix national ukrainien de Taras Chevtchenko en 2019.
Selon Tetiana Andreieva, l'inspiration pour la création du ballet est venue de sa fascination de longue date pour l'architecture ancienne de Kiev de la fin du XIXe et du début du XXe siècle. Elle voulait montrer au public la beauté de leur ville et leur histoire quotidienne. Le ballet est une performance humoristique rarement vue dans le répertoire du théâtre, ce qui a suscité l'intérêt de l'équipe et de la communauté. Le public a été captivé du début à la fin et a salué la performance.

## Répertoire

### Opéra National d'Ukraine

#### Ballets
- Don Quichotte : danseuse de rues, Mercedes, danse gitane
- Giselle : Myrtha
- La Belle au Bois Dormant : fée Carabosse
- La Sylphide : la vieille Madge
- Boléro : Soliste
- Roméo et Juliette : lady Capulet
- Courir deux lièvres : Pronya
- Zorba le Grec : Mme Hortense
- Daphnis et Chloé : Nymphe
- Cendrillon : belle-mère, belle-sœur, danse espagnol
- Les vikings : Reine Zoé
- Mariage de Figaro : Comtesse Almaviva
- Carmen Suite : le sort
- Blanche-Neige et les sept nains : la reine-sorcière
- Cipollino : Comtesse Cerise
- Le Maître et Marguerite : Niza, Hella
- La Bayadère : danse indienne
- Casse-Noisette : danse espagnole, danse orientale
- Spartacus : danse étrusque
- Légende d'amour : Beauté
- Les Soirées du hameau : Solokha
- La Chanson de la Forêt : Kylyna
- La Petite Sirène : Princesse orientale, étoile de mer
- Fresques de Sophia de Kiev : Fille, princesse Khazar
- Paganini : Aristocrat
- Coppélia : Csárdás

#### Opéras
- Faust : Cléopâtre
- La traviata : Espagnol
- Le Prince Igor : Chaga
- La Khovanchtchina : Fille persan
- Moïse : Prêtresse
- Aleko : Gitan

### Filmographie
- Hamlet (1989) : Gertrude
- Les Chevaux de feu ou Les Ombres des ancêtres disparus (film-ballet ukrainien de Yuri Suyark, 1990) : Palagna[8]
- Carmen (1992) : Carmen
- Sofía Potótska (1997) : Sofía Potótska

### Numéros de danse et miniatures
- La crème fouettée  d'Alexeï Ratmansky - Maman[9]
- Shéhérazade - Shéhérazade
- L'Oiseau de feu - l'oiseau de feu
- Édith Piaf de Vadym Fetodov
- Arène de Vadym Fedotov
- Tango Schnittke de Vadym Fedotov
- Suite en blanc de Serge Lifar - variation «La Cigarette»

### Théâtre juif de Kiev "Mazel Tov"
- Un violon sur le toit
- Sirtaki
- Fille du ghetto
- Cousine
- Sept Danses de Bach
- Fresques espagnoles
- Trois âges d'une femme
- Amoureux
- Suite juive